# Lupinus prostratus
Lupinus prostratus är en ärtväxtart som beskrevs av Jacob Georg Agardh. Lupinus prostratus ingår i släktet lupiner, och familjen ärtväxter. Inga underarter finns listade i Catalogue of Life.